# Arado Ar 95
Арадо 95 (нем. Arado Ar 95) — немецкий одномоторный двухместный гидроплан торпедоносец-разведчик, биплан, разработанный в 1937 году в нацистской Германии. Также данная модель использовалась для патрулирования акватории в ходе сражений немецкой армии на Восточном фронте.

## История
К весне 1935 года конструкторский отдел главного управления Кригсмарине разработал рабочий проект авианосца. В то же время «Arado Flugzeugwerke» поручили начать работу над палубным торпедоносцем-бомбардировщиком и разведчиком, в результате чего и был создан биплан Ar 95.
Первый прототип Ar 95 VI (D-OLUO) совершил первый полет осенью 1936 года. Он имел базовую для этого типа конфигурацию в виде двухместного одностоечного биплана с фюзеляжем типа монокок из легких металлических сплавов и со смещенными друг относительно друга крыльями, складывающимися к хвостовой части. Крылья имели дюралюминиевые лонжероны и нервюры, их верхние поверхности были обшиты легким металлом, нижние поверхности — полотном. Самолёт оснастили парой поплавков из легкого металла и девятицилиндровым звездообразным мотором BMW 132 мощностью 845 л. с. (630 кВт). Вскоре взлетел второй прототип Ar 95 V2 (D-OHEO), отличавшийся от своего предшественника 12-цилиндровым мотором Junkers Jumo 210 Са с жидкостным охлаждением и взлетной мощностью 600 л. с. (447 кВт). Впоследствии на Ar 95 V2 также поставили мотор BMW 132. Оба прототипа были двухместными машинами, но третий прототип, Ar 95 V3 (D-ODGY), присоединившийся к программе испытаний в начале 1937 года, был трехместным, как и вариант Ar 95 V5 (D-OHGV). Последние два самолёта и стали прототипами серийного гидросамолета Ar 95А.
Опытный самолёт Ar 95 V4 получил колесное шасси с большими изящными обтекателями. Он стал прототипом для версии Ar 95В. В ходе испытаний все пять прототипов Ar 95 показали характеристики гораздо ниже заданных. Стало ясно, что самолёт Ar 95В устареет к моменту ввода в строй первого германского авианосца. Поэтому весной 1937 года была выпущена новая спецификация, в результате чего появились Arado Ar 195 и Fieseler Fi 167. Тем временем фирма «Arado Flugzeugwerke» выпустила опытную партию гидросамолетов Ar 95А-0 и стала рекламировать их за границей при поддержке Министерства авиации Германии.
Шесть трехместных гидросамолетов Ar 95А-0 оснастили звездообразным мотором BMW 132Dc мощностью 880 л. с. (656 кВт) и трехлопастным винтом изменяемого шага Hamilton Standard. Оборонительное вооружение — фиксированный стреляющий вперед 7,92-мм пулемет MG 17 с боезапасом 500 патронов, и 7,92-мм пулемёт MG 15 на подвижной установке в задней кабине с восемью дисками по 75 патронов.
В 1938 году все шесть предсерийных гидросамолетов Ar 95А-0 поставили легиону «Condor» в 64-ю группу в Полленса, Майорка, Испания, для разведки и борьбы с судоходством республиканцев. В апреле 1939 года её расформировали, а три самолёта Ar 95А-0 передали франкистам. Они прослужили в Испании до 1948 года.
Ограниченное производство двухместной версии Ar 95А-1 началось в 1938 году. Чили заказала три таких гидросамолета вместе с тремя Ar 95В с колесным шасси. Этот заказ выполнили в 1939 году. Дополнительную партию машин Ar 95А-1 поставили в 1939—1940 годах Люфтваффе: восемь самолётов поступили в 3-ю эскадрилью 125-й авиагруппы морской разведки (З./SAGr 125), а две другие её эскадрильи получили Не 60 и Не 114, соответственно.
Когда 22 июня 1941 года Германия напала на Советский Союз, бипланы Ar 95А-1 из 3-й эскадрильи 125-й группы действовали на Балтике в составе авиационного командования «Ostsee» («Балтика»), По мере развития наступления данная часть перебазировалась в Латвию и Эстонию, а в октябре 1941 года участвовала в высадке на Моонзундских островах (острова Моон и Даго). Позднее часть ненадолго передали Финляндии. В конце 1941 года часть перевели в Констанцу, Румыния, заменив её бипланы Ar 95А-1 на летающие лодки Blohm und Voss BV 138. Впоследствии Ar 95A-1 включили в состав Специальной эскадрильи Бушманна, преобразованной позже в 127-ю авиагруппу морской разведки, все три эскадрильи которой, вооруженные гидросамолетами Не 60 и Arado, действовали в Финском заливе в составе 1-го Воздушного флота.

## Страны-эксплуататоры самолёта
- нацистская Германия
  - С 1939 года в отряде 3./SAGr. 125, действующем на Балтийском море; с ноября 1941 года — на Чёрном море. В 1942 году перевооружён самолётами BV 138
  - С 1943 года в Специальной эскадрилье Бушманна (нем. Sonderstaffel Buschmann)[1] на Балтийском море.
- Франкистская Испания — шесть Ar-95A-0 прибыли в Испанию в составе группы AS/88 легиона «Кондор». В 1939 году три самолёта переданы ВВС Испании[2], служили до 1948 года.
- Чили — в 1939 году получили 9 Ar 95L. Эксплуатировались до 1943 года.

## Тактико-технические характеристики
Приведены данные модификации Ar 95а.
Технические характеристики
- Экипаж: 2
- Длина: 11,10 м
- Размах крыла: 12,50 м
- Высота: 5,20 м
- Площадь крыла: 44,63 м² (обоих крыльев)
- Масса пустого: 2537 кг
- Нормальная взлётная масса: 3560 кг
- Силовая установка: 1 × V-образный 8-цилиндровый воздушного охлаждения ВМW-132Dс
- Мощность двигателей: 1 × 880 л. с.

Лётные характеристики
- Максимально допустимая скорость: 300 км/ч
- Максимальная скорость: 274 км/ч (у земли)
- Крейсерская скорость: 250 км/ч
- Посадочная скорость:
- Практическая дальность: 1090 км
- Практический потолок: 7300 м
- Скороподъёмность: 1305 м/мин

Вооружение
- Бомбы: 2 или 4 кг осколочные бомбы